# Pleurophorus apicipennis
Pleurophorus apicipennis är en skalbaggsart som beskrevs av Edmund Reitter 1892. Pleurophorus apicipennis ingår i släktet Pleurophorus och familjen Aphodiidae. Inga underarter finns listade i Catalogue of Life.